# Antoni Gelabert i Casas
Antoni Gelabert i Casas (Barcelona, 1911 - 1980) fou un advocat, artista gravador, impulsor de la xilografia i educador català.
Era fill d'Antoni Gelabert i Alart i Maria Casas i Canals. Nebot de Concordi Gelabert i Alart. Es formà a l'Escola Superior de Bells Oficis i el 1935 es llicencià en dret a la Universitat de Barcelona. Però fonamentalment es dedicà al món de l'educació i a l'art. 
Seguint l'activitat pedagògica del seu pare, col·laborà a l'Escola del Mar de l'Ajuntament de Barcelona i al Grup Escolar del carrer de Casp. Participà a les Colònies Escolars del mateix ajuntament.
Gelabert, que havia estat deixeble de curs impartit per J. M. Batista i Roca el 1932 per difondre entre els mestres les possibilitats educatives del mètode escolta, organitzà una acampada als boscos de Tossa. Acampada que es repetirà el 1935. Recollí aquesta experiència en l'opuscle Acampades publicat aquest mateix any.
El 1936 s'incorporà a l'Asil Duran i més tard al correccional de Sant Feliu de Llobregat. En aquests centres d'acollida de menors delinqüents plantejà canviar i modernitzar educativament les formes d'atenció i tractament. Allà posà el dibuix i el gravat al servei de la canalització dels sentiments i conflictes personals.
Del seu interès per la significació pedagògica i psicològica del dibuix és fruit la seva monografia sobre la qüestió editada el 1936.
Marxà vers l'exili a França en acabar la guerra civil. Més tard retornà a Barcelona i fou represaliat pe la dictadura franquista. Fet que l'apartà durant anys de la docència fins que es pogué entrar de nou com a professor a les escoles municipals Lluïsa Cura i, més tard, a la de Sordmuts.
També es vinculà al Centre Excursionista de Catalunya on coordinà i dinamitzà als anys 60 i 70 les seccions d'alta muntanya i d'acampada continuant així la línia esportiva i d'educació en el lleure iniciada anys enrere. El 1976 l'entitat li lliurà la medalla d'argent en reconeixement de la seva tasca. A la seva mort i en homenatge seu, els campaments d'estiu del CEC s'anomenen Campament de Vacances Antoni Gelabert.
Tota la seva tasca educadora es combinà al llarg de la seva vida amb el seu vessant artístic on assolí un ampli reconeixement. Especialment com a gravador al boix i com a renovador de la xilografia. 
Els seus exlibris li donaren projecció internacional i li reportaren diversos premis. Fundà el 1951 l'Associació d'Exlibristes de Barcelona i la seva revista especialitzada Ex-libris. La qual, el 2010, dedicà un número monogràfic en honor seu. Fou el promotor del VI Congrés Europeu d'Ex-libris celebrat a Barcelona el 1958.
Fundà a Torredembarra una escola de gravat xilogràfic sota el nom de “La Torre de l'Encenall”, (al·legoria de Torredembarra i la xilografia), la qual aplegà un grup apassionat de joves que en temps de lleure es dedicaren a la xilografia i a ser un fogar d'activitats culturals.

## Publicacions
- 1ra Exposició de Dibuix i Realitzacions. Grup escolar del Carrer de Casp. Barcelona: Obrador de Vilajoana, 1934.
- Acampades. Assaig amb nois de les colònies escolars. aspectes social i educatiu. Barcelona: Ajuntament de Barcelona, 1935.
- Dibuix infantil. Amb un estudi psicològic, interpretatiu, de l'expressió gràfica. Barcelona: Patronat Escolar, 1936.
- Històries de les bruixes d'Altafulla. Altafulla: Impressions Altés, 1961